# Кириллов, Дмитрий Анатольевич
Дмитрий Анатольевич Кириллов (род. 1 сентября 1978) — российский борец вольного стиля, чемпион России. Брат близнец — Сергей, также борец.

## Карьера
В августе 1997 года в Хельсинки выиграл чемпионат мира среди юниоров. В феврале 1999 года, одолев в финале Юсупа Абдусаламова из Дагестана, стал чемпионом России. В январе 2006 года на Гран-при Ивана Ярыгина в Красноярске завоевал бронзовую медаль. В марте 2009 года в составе сборной России стал бронзовым призёром Кубка мира в Тегеране. После окончания спортивной карьеры в звании майора работал военнослужащим Управления Росгвардии по Кемеровской области.

## Спортивные результаты
- Чемпионат мира по вольной борьбе среди юниоров 1997 — ;
- Чемпионат России по вольной борьбе 1999 — ;
- Чемпионат России по вольной борьбе 2003 — ;
- Кубок мира по вольной борьбе 2004 (команда) — ;
- Кубок мира по вольной борьбе 2009 (команда) — ;
- Кубок мира по вольной борьбе 2009 — ;